# Nsalala (Mbeya)
Nsalala ist ein Verwaltungsbezirk (Ward) des Distrikts Mbeya in der gleichnamigen tansanischen Region Mbeya.

## Geografie
Nsalala liegt im Südwesten von Tansania etwa zehn Kilometer westlich vom Stadtzentrum Mbeya. Der Bezirk hat eine Fläche von 19,86 Quadratkilometern und bei der Volkszählung 2022 lebten hier 36.775 Menschen in 9863 Haushalten.

## Gliederung
Der Bezirk besteht aus sechs Orten (Kitongoji):
- Mageuzi
- Mapinduzi
- Nsalala
- Mshikamano
- Ndola
- Tunduma Road